# マキタスポーツ
マキタスポーツ（1970年1月25日 - ）は、日本のお笑い芸人、ミュージシャン、俳優。ワタナベエンターテインメント所属。
芸名は実家のスポーツ用品店の屋号からとっている。また、芸名は苗字のみでは頭高型アクセントで「マキタ」と発音されるケースもあるが、フルネームでは中高型アクセントで「マキタスポーツ」と発音されることが多い。
本名は槙田 雄司（まきた ゆうじ）で、一部著書では本名名義で発表されているケースも存在する。既婚で4児（長女、次女、長男・次男=双子）の父親。
PASSPO☆の元メンバー、振付師、プロデューサーの槙田紗子は遠戚にあたる。

## 来歴

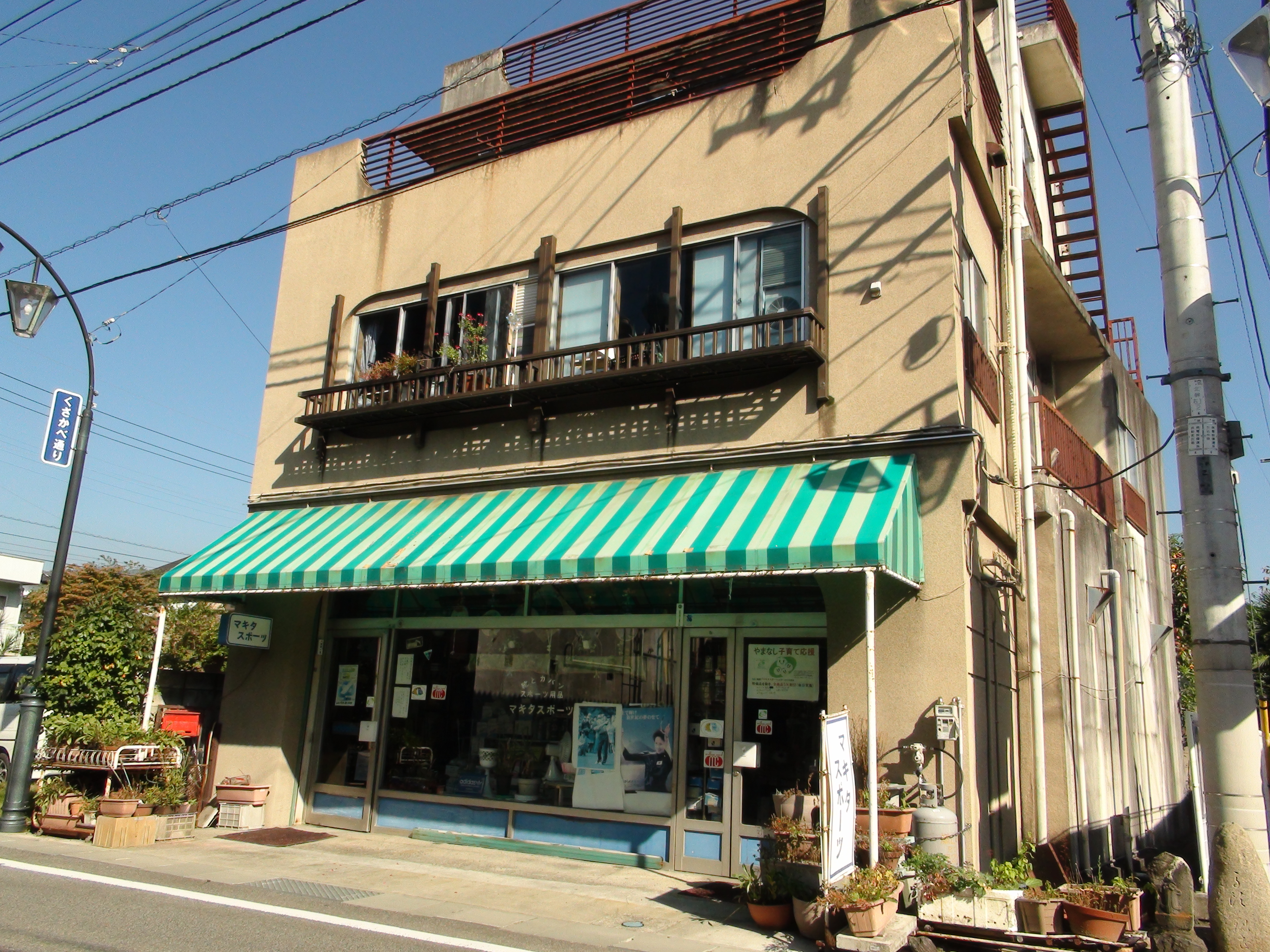
芸名の由来となったマキタスポーツ用品店（2011年10月撮影）

山梨県山梨市出身。山梨県立日川高等学校、国士舘大学卒業。
大学卒業後、地元の山梨に戻りモスバーガーの副店長として勤務するも半年で退社。フリーター生活を経て、28歳で芸人デビュー。浅草キッドが主催していた「浅草お兄さん会」でデビューし、第5代チャンピオンとなる。ハチミツ二郎とインディーズ事務所「トンパチ・プロ」を立ち上げるも、2年程で解散。フリーを経て、浅草キッドの紹介でオフィス北野所属になる。
R-1ぐらんぷり2011で準決勝進出。
『中居正広の金曜日のスマたちへ』2012年1月20日に出演。音楽研究家として過去30年間のヒット曲から「ヒット曲の法則」を分析し、その法則に則り制作した「十年目のプロポーズ」を発売。
歌ネタ王決定戦2013で決勝進出。この頃から俳優として映画・ドラマ出演も行っており、映画『苦役列車』でブルーリボン賞新人賞・東京スポーツ映画大賞新人賞を受賞した。
出演する映画『みんな!エスパーだよ!』で役名のテルさん（永野輝光）として挿入曲を担当し、フルバージョンのMVの監督を務める。
所属しているオフィス北野のマネジメント問題からフリーエージェントを2018年4月23日に宣言（出演番組『東京ポッド許可局』の東京ポッド許可局局員である米粒写経（居島一平、サンキュータツオ）やプチ鹿島と共に）。その後、同年6月18日放送分の同番組内にてワタナベエンターテインメントへ所属する事を発表した。
2020年10月4日から山梨放送にて自身初冠番組である「マキタ係長」がスタート。番組開始当初は「山梨県の番組に出演したいと思ったのが10年前であり、50歳になった2020年に実現できた」「構想期間が長い分である10年は続けたい」とコメントした。しかし、2023年12月24日に最終回を迎え、放送分を15分拡大の上に番組初の生放送で最終回を放送した。翌24年4月より同局ラジオで「マキタ課長 ラジオ無尽」が開始、番組のコンセプトが引き継がれている。
2023年から山梨県丹波山村に居を構え、東京との二拠点生活を送っている。家族で旅行して訪れた際に妻が丹波山村を気に入ったことがきっかけで、普段は妻と息子2人が丹波山村に、本人と娘2人が東京でそれぞれ暮らし、休みの時に丹波山村で過ごす生活を送っている。

## 芸風・人物
クオリティーの高いパロディーソング、ミュージシャンの思考形態の模写を得意とする。自身が得意とする「作詞作曲モノマネ」を始めた切っ掛けは、長渕剛がラジオ番組『長渕剛のオールナイトニッポン』で、ボブ・ディランや吉田拓郎のギターの弾き方の癖を分析し、彼らのマネをしてギターを弾いたのを聴いたのが始まり。そのため「長渕剛さんが自分の原点」とも語っている。そこから転じて長渕の「乾杯」とサザンオールスターズの「いとしのエリー」をマッシュアップした「いとしのエリーに乾杯」という両者の不仲説をモチーフにしたネタを披露したこともある。なお、桑田佳祐についても和洋折衷な音楽性を認める発言を著書でしており、後述の通りミュージックビデオへの出演経験もある。自称「ネタのできるミュージシャン」としてロックバンド「マキタ学級」としても活動。『ROCK IN JAPAN FESTIVAL2006』に出演、出演したステージは違ったが、同じ日に出演する矢沢永吉のモノマネを披露し、会場を笑いに包む。「上手すぎてブレイクできない芸人」と高田文夫に評価されていた。2007年10月5日、6日と2日間に渡り、自ら「お笑いとロックの究極のフェス」と掲げる「マキタ学級大文化祭」を開催した。2009年当時は『イイYAZAWA』の名前で、矢沢永吉のモノマネで出演もしていた。
数多くの旬な有名人を取り上げてきた雑誌『SPA!』の「エッジな人々」登場（2005年6月）など、早くからその才能に白羽の矢が立ち、また文才も兼ね備えている。水道橋博士（浅草キッド）からも非常に高く評価され、売れる5年近くまで、毎年『今年来る芸人』にマキタスポーツを挙げていた。博士はマキタスポーツを、「自分がブログを始めたのはマキタの面白さを世に知らしめるためと言ってもいい」「才能が渋滞している」「オフィス北野の最終兵器」と絶賛していた。
特技は剣道で、高校時代に山梨県大会準優勝の実力を持ち、高校総体にも出場した。
父親がハゲであり、カツラを着用していた。最初の頃はカツラと分からないような立派なカツラだったが、次第にやる気を無くしたらしく、母親が購入した婦人用カツラを自らカットしたものを着用し始めた。父親曰く「カツラをつけるより、外す方が勇気がいる」という事で、番組で「カツラ卒業式」を企画。カツラに風船をつけて飛ばしてカツラを卒業するというものだったが、風船の数が足りず、カツラは飛ばなかった。『オモクリ監督』にてオモブイとしてリベンジを果たした。オモブイの内容で「逆上がりをしてカツラが外れ、慌てて母親が買い物袋で頭を隠す」「犬にカツラを咥えられて追いかける」という回想シーンがあるが、マキタ曰く実話だという。
インスタントうどん『どん兵衛』の大ファンで、通常は「5分」が推奨されているお湯入れの時間について「10分どん兵衛」を推奨している。元々「インスタント麺に対しては、かた茹でするより、ちょっと伸びてるぐらいが好き」とのことで、通常の倍の時間にすることで「麺がツヤツヤ・ツルツルになる」のだという。2015年11月に自身のラジオ番組でこれを話題にしたところネット上で話題となり、ついには日清食品がこの件についてジョークの謝罪文をWebに掲載、マキタと開発担当者が対談するまでに発展した。対談はとても前向きなものであり、マキタ自身も5分で完成すること自体に反対していないこともあり、むしろ個人的嗜好に対して日清サイドの寛大な対応に感動したという。なお、この広告展開はTwitterのトレンド入りし、2万ツイート以上を拡散。サイトPVは一瞬で100万を超え、2016年1月及び2月の商品の売り上げは前年比150%を達成。結果「10分どん兵衛」は「カンヌライオンズ2016」でPR部門ブロンズを受賞した。 この影響から、マキタの出演しているラジオ番組に、日清食品がスポンサーにつくことになった。

### マキタ学級
マキタスポーツ率いるロックバンド。2001年11月にマキタスポーツのバックバンドとして構成され、2006年3月より現在の3人編成で精力的にライブ活動を行う。老舗ライヴハウス「LOFT」のレーベルより1stアルバム『マキタスポーツの金もうけ』を2006年10月にリリース。自ら主催する“洒落の分かるアーティスト”と“ロックを感じる芸人”を集めたバカバカしくて切ない感動的ロックイベント「Rocker Room!!」は音楽と笑いの新しい空間を演出している。

#### 構成メンバー
- マキタスポーツ（ボーカル＆ギター）
- スーパーモリノ（ベース＆コーラス、risetteのメンバー）
- ウチノファンタジー（ドラムス＆コーラス）

※詳細は、プロフィール を参照。

## 主な歌ネタレパートリー
- 矢沢永吉
- 長渕剛
- 佐野元春
- 奥田民生
- 浜田省吾
- 桑田佳祐
- 立川談志
- 谷村新司
- 内田裕也
- 岡村靖幸
- 尾崎豊
- Mr.Children
- 森山直太朗
- サンボマスター
- BEGIN
- スピッツ
- エレファントカシマシ
- B'z
- 加山雄三

## 出演

### テレビ番組
現在の出演番組
- ビットワールド（2013年 - 、NHK Eテレ）
  - 本編へのレギュラー出演
  - 「怪盗おっシャレーズ」、「スパイロック」などのコーナーへのレギュラー出演
- ザ・カセットテープ・ミュージック（2017年10月 - 、BS12 トゥエルビ）MC
- ロビンソン酒場漂流記（2025年1月4日 - 、BS日テレ）レギュラー出演[24]

過去のレギュラー番組
- ひねくれ3 （2019年4月6日 -9月28日、テレビ東京）ナレーション[25]
- 勝手にブランド発見伝（2015年11月6日 - 、NHK広島放送局）KBH社 社長（MC）　不定期金曜
- 車あるんですけど…?（2016年10月2日 - 2019年3月30日、テレビ東京）ナレーション
- 人類滅亡と13のコント集（日本テレビ）ジョニー赤倉 役
- 完売劇場（テレビ朝日）
- 東京マキタスポーツ（2014年7月1日 - 2015年3月、テレビ東京）
- 趣味どきっ!（NHK Eテレ）旅人
  - 国宝に会いに行く（2015年4月 - 5月（第5回〜第9回）
  - 国宝に会いに行くII（2016年10月・11月期）旅人
- 広島れがしぃ（2017年4月22日・11月25日・2018年3月29日、NHK広島放送局）MC　不定期放送
- 直撃LIVE グッディ!（2015年3月30日 - 9月25日、フジテレビ）月曜パネラー
- マキタ係長（2020年10月 - 2023年12月、山梨放送）係長役[26]
- あさイチ（2021年 - 2023年、NHK総合）コメンテーター不定期出演

その他の出演番組
- 爆笑オンエアバトル（NHK総合）戦績0勝2敗 最高341KB
- とんねるずのみなさんのおかげでした「博士と助手〜細かすぎて伝わらないモノマネ選手権〜」（フジテレビ）-第8回、第10回、第13回大会に出場。
- チャンネル北野シリーズ（フジテレビ721 → フジテレビONE）
  - 浅草出版（フジテレビTWO）
- 北野タレント名鑑（フジテレビ）
- 朝までたけし軍団（テレビ朝日）
- ワンダフル（TBS）
- ミニスカポリス（テレビ東京）
- 大笑点（日本テレビ）
- イエヤス（CBCテレビ）
- ロンQ!ハイランド（2006年11月26日、日本テレビ）
- 99プラス（2008年6月10日、日本テレビ）
- 草野キッド（2008年6月10日、テレビ朝日）
- 松本伊代のキラキラ80's（MONDO TV）
- イツザイ（テレビ東京） - 『イイYAZAWA』の名前で、2009年8月8日初出演。キャッチコピーは「小BOSSロッケンローラー」
- 今田耕司プレゼンツ 鶴瓶vs未知数芸人 俺の相方誰やねん!?スペシャル（2010年1月2日、関西テレビ）
- キャくれ家（2010年7月9日、朝日放送）
- 北野演芸館（2011年9月28日、2012年2月8日、2012年7月8日、毎日放送）
- シンガタ（2010年11月13日、日本テレビ）
- 爆笑!ものまねウォーズ（2011年3月30日、TBS）
- あらびき団（TBS）
- 中居正広の金曜日のスマたちへ（2012年1月20日、TBS）
- HEY!HEY!HEY! MUSIC CHAMP（2012年6月18日ほか、フジテレビ）
- 爆笑そっくりものまね紅白歌合戦スペシャル（2012年9月21日・2013年2月1日、フジテレビ）
- お笑い芸人歌がうまい王座決定戦スペシャル（2012年8月14日、フジテレビ）
  - オールスター芸能人歌がうまい王座決定戦スペシャル（2012年10月19日、フジテレビ）第5回優勝
- ビートたけしのあと6回だけヤラせてTV（TBS）
- ダウンタウンDX（2013年3月14日、7月11日、日本テレビ）
- 哲子の部屋（2013年8月20日、2014年8月17日・24日、2015年5月21日・28日、NHK Eテレ）
- 謎解きLIVE 第1弾 - 第4弾（2013年12月7・8日、2014年9月13日・14日、2015年7月18日・19日、2016年1月23日・24日、NHK BSプレミアム）解答者
- SWITCHインタビュー 達人達（2014年7月26日、NHK Eテレ）TAKURO（GLAY）と対談
- 関ジャニ∞クロニクル（2015年9月19日、フジテレビ）『安猫田准教授のやっぱり猫が好き』大倉忠義のマネージャー 役
- 迷信探偵ファイル〜奇々怪々!東海地方の巻〜（2019年12月29日、2021年12月25日、東海テレビ）
- はなしちゃお!〜性と生の学問〜（NHK Eテレ、2022年1月28日 -）（声の出演）[27][28]
- 美食ファンファーレ（2015年7月20日、フジテレビ）午後9時54分からの5分番組
- 笑点（日本テレビ）

### テレビドラマ
- 浅草キッドの「浅草キッド」（2002年4月26日、スカイパーフェクTV!）
- 子連れ狼  北大路欣也 版（テレビ朝日）
- 火曜サスペンス劇場1000回突破記念作品「松本清張スペシャル・鬼畜」（2002年10月15日、日本テレビ） - 警備員 役
- モテキ 第2話（2010年7月23日、テレビ東京） - 劇中YouTube動画内で矢沢永吉として
- ウレロ☆シリーズ（テレビ東京） - 奈木蒸アツシ 役
  - ウレロ☆未確認少女 第9話（2011年12月2日）
  - ウレロ☆未完成少女 第9話（2012年9月14日）
- 連続ドラマW「天の方舟」（2012年12月、WOWOW） - 警視庁刑事 役
- 人生は「サイテーおやじ」から教わった[29]（2013年2月10日、NHK BSプレミアム） - 西原宏 役
- トラベルライター青木亜木子 〜湯煙の中の殺意〜（2013年2月20日、テレビ東京） - 大村竜平 役
- この世で俺/僕だけ（2013年3月31日、BSジャパン） - 伊藤博 役（主演）
- みんな!エスパーだよ!（2013年4月12日 - 7月5日、テレビ東京） - 永野輝光 役
  - みんな!エスパーだよ!番外編 〜エスパー、都へ行く〜（2015年4月3日）
- ご縁ハンター（2013年4月13日 - 4月27日、NHK総合） - 海藤部長 役
- めしばな刑事タチバナ 第7話（2013年5月29日、テレビ東京） - 児玉 役
- 黒い十人の黒木瞳III「黒い主演女優」「黒い花柄バッグの女」（2013年6月30日、NHK BSプレミアム）
- 連続テレビ小説（NHK総合）
  - あまちゃん（2013年） - 「橋幸夫」歌謡ショーの司会者 役
  - 花子とアン（2014年） - 本多正平 役
  - エール（2020年） - 畠山 役
- OLカナのおじさん観察日記。（2013年11月4日 - 12月2日、フジテレビTWO） - 富岡大介 役
- 星新一ミステリーSP「霧の星で」（2014年2月15日、フジテレビ） - 男 役
- ルーズヴェルト・ゲーム（2014年4月27日 - 6月22日、TBS） - 長門一行 役
- 極悪がんぼ 第4話（2014年5月5日、フジテレビ） - 高利十一 役
- リバースエッジ 大川端探偵社「FILE.04 アイドル・桃ノ木マリン」（2014年5月9日、テレビ東京） - 中年男 役
- ラスト・ドクター〜監察医アキタの検死報告〜（2014年7月11日 - 9月12日、テレビ東京） - 安田圭介 役
- 連続ドラマW 東野圭吾「変身」（2014年7月 - 8月、WOWOW） - 牧村一身 役
- HERO 第8話（2014年9月1日、フジテレビ） - 関刑事 役
- NHK宇都宮放送開局70周年記念「ライドライドライド」（2014年9月24日、NHK BSプレミアム） - 寺岡泰三 役
- 歴史カクテル（2014年10月8日、フジテレビ） - 松永 役（バーテンダー）
- ドクターX〜外科医・大門未知子〜（2014年10月9日 - 12月18日、テレビ朝日） - 双葉健児 役
- 地獄先生ぬ〜べ〜（2014年10月11日 - 12月13日、日本テレビ） - 童守寺和尚 役
- 連続ドラマW「平成猿蟹合戦図」（2014年11月 - 12月、WOWOW） - 木島誠 役
- PANIC IN（2015年4月 - 6月、BSスカパー!） - 車田寅雄 役（連ドラ初主演）
- 戦う!書店ガール（2015年4月14日 - 6月9日、関西テレビ） - 沖縄料理店「わらゆん」店主の屋良部守 役
- 本棚食堂（2015年7月、NHK BSプレミアム） - 杉田賢治 役
- ドラマスペシャル 家政婦は見た! 第2作（2015年12月5日、テレビ朝日） - 田添洋一 役
- 富士ファミリー（2016年1月2日、NHK総合） - 行田万助 役
- 臨床犯罪学者 火村英生の推理（2016年1月17日 - 3月20日、日本テレビ） - 八十田宗徳 役
- 立花登青春手控え（2016年5月13日 - 7月1日、NHK BSプレミアム） - 平塚平志郎 役
  - 立花登青春手控え2（2017年4月7日 - 5月26日）
  - 立花登青春手控え3（2018年11月9日 - 12月21日）
  - 立花登青春手控えスペシャル（2020年1月3日）
- 闇金ウシジマくん（毎日放送） - 村井 役
  - Season3（2016年7月18日 - 9月19日）
  - 闇金ウシジマくん外伝 闇金サイハラさん（2022年9月21日 - 12月28日）[30]
- 広島発地域ドラマ「舞え!KAGURA姫」（2016年11月30日、NHK BSプレミアム） - 原広巳 役
- 銀と金（2017年1月8日 - 3月26日 、テレビ東京） - 安田巌 役
- 大河ドラマ（NHK総合）
  - おんな城主 直虎（2017年） - モグラ 役
  - いだてん〜東京オリムピック噺〜（2019年） - 牢名主 役
  - べらぼう〜蔦重栄華乃夢噺〜（2025年） - 覚圓 役
- 連続ドラマW  ダブル・ファンタジー（2018年6月16日 - 7月14日、WOWOW） - 松本祥雲 役
- tourist ツーリスト 第1話 バンコク篇（2018年9月29日、TBS） - 中年男性 役[31]
- 中学聖日記（2018年10月9日 - 12月18日、TBS） - 上布茂 役[32]
- 面白南極料理人（2019年1月13日 - 3月31日、テレビ大阪・BSテレ東） - 松山隊員 役
- きのう何食べた?（2019年4月6日 - 6月29日、テレビ東京） - 三宅祐 役
  - きのう何食べた?正月スペシャル2020（2020年1月1日）
  - きのう何食べた? season2（2023年10月7日 - 12月23日）
- ミス・ジコチョー〜天才・天ノ教授の調査ファイル〜 第1話（2019年10月18日、NHK総合） - 青切洋介 役
- 決してマネしないでください。（2019年10月26日 - 12月14日、NHK総合） - 白石教授 役
- 小さな神たちの祭り（2019年11月20日、東北放送） - 谷川広太郎 役
- キワドい2人-K2-池袋署刑事課 神崎・黒木 第1話（2020年9月11日、TBS） - 萱島大吾 役
- 七人の秘書（2020年10月22日 - 12月10日、テレビ朝日） - 望月一男 役[33][34]
  - 七人の秘書スペシャル（2022年10月2日）[35]
- 君と世界が終わる日に Season1（2021年1月17日 - 3月21日、日本テレビ） - 甲本洋平 役
- 小吉の女房2 第1話（2021年4月2日、NHK BSプレミアム） - 大川丈助 役
- いりびと-異邦人-（2021年11月28日 - 12月26日、WOWOW） - 木戸正文 役
- 婚活探偵（2022年1月8日 - 2月12日、BSテレ東） - 風見正芳 役[36]
- 恋せぬふたり 第7話（2022年3月14日、NHK総合） - 原店長 役
- ∞ゾッキ「平田さん」（2022年4月24日・5月1日、BSJapanext） - 喫茶 & BAR「CHAPPY」マスター 小林 役
- エルピス-希望、あるいは災い- 第8・9話（2022年12月12日・19日、関西テレビ・フジテレビ） - 佐伯編集長 役
- ダ・カーポしませんか?（2023年1月16日 - 3月27日、テレビ東京） - 大田原善弥 役[37]
- この素晴らしき世界（2023年7月20日 - 9月14日、フジテレビ） - 浜岡陽一 役[38]
  - この素晴らしき世界 特別編（2023年9月21日）[39]
- ハイエナ（2023年10月20日 - 12月8日、テレビ東京） - 岩澤謙吉 役[40]
- 激突!合戦将棋「姉川の戦い」（2023年12月15日、NHK大津 / 12月31日、NHK Eテレ） - 安国寺恵瓊 役
- 藤子・F・不二雄 SF短編ドラマ シーズン2「じじぬき」（2024年5月12日、NHK BS）[41]
- スナック女子にハイボールを 第7話（2024年5月17日、中京テレビ） - 本人 役
- 磯部磯兵衛物語〜浮世はつらいよ〜（2024年7月12日 - 9月13日、WOWOW） - 志賀大八 役[42][43]
- 密告はうたう2 警視庁監察ファイル（2024年8月11日 - 9月26日、WOWOW） - 原西道男 役[44]
- 孤独のグルメ特別編 それぞれの孤独のグルメ 第1話 - 第3話（2024年10月5日 - 19日、テレビ東京） - 毛利真一郎 役[45]
- ザ・トラベルナース（2024年10月17日 - 12月19日、テレビ朝日） - 大貫太 役[46]
- ローカルアナのさがしもの（2024年11月16日 - 30日、山梨放送） - 望月奏一郎 役[47]
- 誰も知らない明石家さんま「芸人がアイドルに勝った日〜タブーを破った禁断の一日」（2024年12月1日、日本テレビ）[48]
- 119エマージェンシーコール 第4話（2025年2月3日、フジテレビ） - 峰元英隆 役[49]
- 鬼平犯科帳 老盗の夢（2025年2月8日、時代劇専門チャンネル） - 彦の市 役[50]
- Dr.アシュラ 第10話（2025年6月18日、フジテレビ） - 小西達夫 / タツさん 役[51]
- はぐれ鴉（2025年7月22日、テレビ大分） - 朽綱宗直 役[52]

### テレビアニメ
- 惡の華（2013年6月、TOKYO MX）声の出演
- THE REFLECTION（2017年9月、NHK総合）ゴートフェイス 役

### ラジオ番組
現在のレギュラー
- 東京ポッド許可局（2013年4月5日 - 、TBSラジオ）
- 音楽ガハハ（2016年4月27日 - 、NHK-FM）毎月最終水曜[53]
- マキタ課長 ラジオ無尽（2024年4月6日 - 、山梨放送）

過去のレギュラー
- マキタスポーツラジオはたらくおじさん（2011年4月1日 - 2015年3月28日、ラジオ日本）
- はみだし しゃべくりラジオ キックス（2013年4月2日 - 、山梨放送）
- 大谷ノブ彦 キキマス!（2014年3月31日 - 2016年3月24日、ニッポン放送）火曜日のみキキマスター（スタジオレギュラー）として出演
- マキタスポーツ 土曜もキキマスター!（2014年10月4日 - 2015年3月28日、ニッポン放送）
- TOKYO JUKEBOX（2016年9月 - 2017年3月、TBSラジオ）火曜日担当
- マキタスポーツ食道（2018年4月8日 - 2019年3月22日、ニッポン放送）

単発出演
- ラジカントロプス2.0（2009年10月10日、ラジオ日本）
- 小島慶子 キラ☆キラ（2009年6月26日、2011年3月25日、TBSラジオ）
- エレ片のコント太郎（TBSラジオ）複数回出演
- ライムスター宇多丸のウィークエンド・シャッフル（2011年2月19日、TBSラジオ）
- ニュース探究ラジオ Dig 深夜営業（2011年3月18日、TBSラジオ）
- The Nutty Radio Show おに魂（FM NACK5）月曜日パーソナリティの菊池淳介とマキタスポーツの兄が幼馴染のため、ゲスト出演多数。

### ラジオドラマ
- 青春アドベンチャー 阪堺電車177号の追憶（2020年、NHK-FM）[54]
- 「東京」　2021春　サヤカとトモヤ ～君の牛、再び～（2021年、TOKYO FM）警官 役[55]

### ネット配信
- グルメの迷宮（2016年2月10日配信開始、フジテレビオンデマンド）MC
- 日本をゆっくり走ってみたよ　～あの娘のために日本一周～（2017年 - 2018年、Amazonプライム・ビデオ）石島 役
- ミライさん（2018年9月 - 10月6日、LINE NEWS）今野フルキチ 役
- 罵倒村（2024年5月11日、佐久間宣行のNOBROCK TV）槙田 役
- 地面師たち（2024年7月25日 - 、Netflix）林 利勝役[56]

### ニコニコ公式生放送
- WOWOWぷらすと

### 映画
- HAZAN（2004年1月2日、映画波山製作委員会、五十嵐匠監督）
- 七人の弔（2005年8月13日公開、、オフィス北野・東京テアトル、ダンカン監督）
- ヅラ刑事（2006年9年16日公開、トルネード・フィルム、河崎実監督）
- ボーイズ・オン・ザ・ラン（2010年1月30日公開、ファントム・フィルム、三浦大輔監督）
- アウトレイジ（2010年6月12日公開、ワーナー・ブラザース映画、北野武監督）- ハゲ中華店主 役
- 苦役列車（2012年7月14日公開、東映、山下敦弘監督）- 高橋岩男 役
- ゴッドタン（東宝、佐久間宣行監督） - ダークネス 役
  - ゴッドタン キス我慢選手権 THE MOVIE（2013年6月28日公開）
  - ゴッドタン キス我慢選手権 THE MOVIE2 サイキックラブ（2014年10月17日公開）
- WOOD JOB! 〜神去なあなあ日常〜（2014年5月10日公開、東宝、矢口史靖監督） - 田辺巌 役
- 闇金ウシジマくん（東宝、山口雅俊監督） - 村井 役
  - 闇金ウシジマくん Part2 (2014年5月16日公開）
  - 闇金ウシジマくん Part3（2016年9月22日公開）
  - 闇金ウシジマくん ザ・ファイナル（2016年10月22日公開）
- この世で俺/僕だけ（2015年1月31日公開、トリクスタ、月川翔監督） - 伊藤博 役
- サムライフ（2015年2月28日公開、ビターズ・エンド、森谷雄監督） - コイデさん 役
- 破れたハートを売り物に「オヤジファイト」（2015年2月28日、三島有紀子監督） - 片岡正直 役
- 騒音（2015年5月23日公開、スールキートス、関根勤監督）- こだわりのラーメン屋店主 役
- ラブ&ピース（2015年6月27日公開、アスミック・エース、園子温監督）- 良一の会社の課長 役
- みんな!エスパーだよ!（2015年9月4日公開、ギャガ、園子温監督）- 永野輝光 役
- ピンクとグレー（2016年1月9日公開、アスミック・エース、行定勲監督）
- アイアムアヒーロー（2016年4月23日公開、東宝、佐藤信介監督） - 松尾 役
- 金メダル男（2016年10月22日公開、ショウゲート、内村光良監督） - 沼田 役
- 忍びの国（2017年7月1日公開、東宝、中村義洋監督） - 長野左京亮 役[57]
- 世界は今日から君のもの （2017年7月15日公開、アークエンタテインメント、尾崎将也監督） - 小沼英輔 役
- ホーンテッドテンプル ― 顔のない男の記録　原題：TEMPLE（米公開2017年9月1日/日本公開2018年1月8日、マイケル・バレット監督） - バーテンダー 役
- ここは退屈迎えに来て（2018年10月19日公開、KADOKAWA、廣木隆一監督）[58] - 皆川光司 役
- そらのレストラン（2019年1月25日公開、東京テアトル、深川栄洋監督） - 石村甲介 役[59]
- さよならくちびる（2019年5月31日公開、ギャガ、塩田明彦監督）
- さんかく窓の外側は夜（2021年1月22日公開、松竹、森ガキ侑大監督） - 非浦松男 役
- 劇場版 きのう何食べた？（2021年11月3日公開、東宝、中江和仁監督）三宅祐 役
- 前科者（2022年1月28日公開、日活・WOWOW、岸善幸監督）鈴木充 役[60][61]
- MIRRORLIAR FILMS Season3『サウネ』（2022年5月6日公開、イオンエンターテイメント・ティ・ジョイ、松居大悟監督）
- MONDAYS/このタイムループ、上司に気づかせないと終わらない（2022年10月28日公開、PARCO、竹林亮監督）永久茂 役[62]
- ミンナのウタ（2023年8月11日公開、松竹、 清水崇監督）権田 役[63]
- 花腐し（2023年11月10日公開、東映ビデオ、荒井晴彦監督） - 金昌勇 役[64]
- ゴールデンカムイ（2024年1月19日公開、東宝、久保茂昭監督） - 後藤竹千代 役[65]
- あのコはだぁれ?（2024年7月19日公開、松竹、清水崇監督）[66]
- ザ・ゲスイドウズ（2025年2月28日公開、ライツキューブ、宇賀那健一監督） - 謎のカセットテープの声 役[67]
- 代々木ジョニーの憂鬱な放課後（2025年春公開予定、SPOTTED PRODUCTIONS、木村聡志監督）[68]
- リライト（2025年6月13日公開、バンダイナムコフィルムワークス、松居大悟監督） - 多岐川 役[69][70]

### ショートフィルム
- パパは冒険家 The Wedding is in three days（2013年10月、柏木由紀 主演）

### MV
- 桑田佳祐『Yin Yang』（2013年3月）
- 柏木由紀『Birthday wedding』（2013年10月）

### 舞台
- 浅草お兄さん会（オフィス北野）
- 東京腸捻転（テレビ朝日）
- 母を逃がす（2019年5月 - 6月）新型コロナウイルス感染拡大を受け公演中止
- 鎌塚氏、羽を伸ばす（2022年7月17日 - 8月28日、本多劇場 他）柳平トクジ 役
- ビットワールド THE STAGE（2025年7月9日〈予定〉、サンシャイン劇場）[71][72]

### CM
- NTTドコモ ドコモ光「何がはじまる？」篇（2015年）千葉真一・安藤玉恵・佐藤江梨子・渡辺謙と共演
- オリコカード 遭遇編（2018年）長瀬智也と共演

## 発表

### 著書
- 東京ポッド許可局〜文系芸人が行間を、裏を、未来を読む（プチ鹿島、サンキュータツオ、みちとの共著、新書館）
- 一億総ツッコミ時代（槙田雄司名義、星海社新書）
- アナーキー・イン・ザ・子供かわいい"父親に成る"ということ（槙田雄司名義、アスペクト）
- すべてのJ-POPはパクリである〜現代ポップス論考（扶桑社）
- カセットテープ少年時代　80年代歌謡曲解放区（スージー鈴木　BS12　KADOKAWA）
- バカともつき合って（西田二郎との共著、主婦の友社）
- 雌伏三十年（文藝春秋社）

### 配信
| 発売日         | タイトル              | 収録曲                | 備考                       |
| -------------- | --------------------- | --------------------- | -------------------------- |
| 2021年12月15日 | 歌うまい歌            | 歌うまい歌            | 日本コロムビア             |
| 2021年12月15日 | 歌うまい歌 歌怪獣Ver. | 歌うまい歌 歌怪獣Ver. | テイチクエンタテインメント |

### ビデオ
- 「完売地下劇場」vol.1 - vol.4（テレビ朝日・デジキューブ）

### DVD
- マキタ学級withグレート義太夫ライヴ（DVD-R）
- マキタスポーツの上京物語（2009年6月発売）
- マキタ学級の愛人巡回ツアー2009（DVD-R）

### MV
- 「LOVE ME TENGA」（2015年）　※ テルさん（永野輝光）名義、監督はマキタスポーツ名義[4]

### ゲーム
（全てマキタ学級名義）
- pop'n music15 ADVENTURE（楽曲提供。ケンドーロック「ギターケンドー」）
- 太鼓の達人ぽ〜たぶるDX（楽曲提供。「犬吠える」）

## 受賞
- 第10回（2009年度）東京スポーツ・ビートたけしのエンターテインメント賞 期待賞
- 第55回（2012年度）ブルーリボン賞 新人賞『苦役列車』[74]
- 第22回東京スポーツ映画大賞 新人賞『苦役列車』
- ベストフンドシストアワード2014